# Unikalo
 (avril 2024).
La mise en forme du texte ne suit pas les recommandations de Wikipédia : il faut le « wikifier ».
Les points d'amélioration suivants sont les cas les plus fréquents. Le détail des points à revoir est peut-être précisé sur la page de discussion.
- Les titres sont pré-formatés par le logiciel. Ils ne sont ni en capitales, ni en gras.
- Le texte ne doit pas être écrit en capitales (les noms de famille non plus), ni en gras, ni en italique, ni en « petit »…
- Le gras n'est utilisé que pour surligner le titre de l'article dans l'introduction, une seule fois.
- L'italique est rarement utilisé : mots en langue étrangère, titres d'œuvres, noms de bateaux, etc.
- Les citations ne sont pas en italique mais en corps de texte normal. Elles sont entourées par des guillemets français : « et ».
- Les listes à puces sont à éviter, des paragraphes rédigés étant largement préférés. Les tableaux sont à réserver à la présentation de données structurées (résultats, etc.).
- Les appels de note de bas de page (petits chiffres en exposant, introduits par l'outil «  Source ») sont à placer entre la fin de phrase et le point final[comme ça].
- Les liens internes (vers d'autres articles de Wikipédia) sont à choisir avec parcimonie. Créez des liens vers des articles approfondissant le sujet. Les termes génériques sans rapport avec le sujet sont à éviter, ainsi que les répétitions de liens vers un même terme.
- Les liens externes sont à placer uniquement dans une section « Liens externes », à la fin de l'article. Ces liens sont à choisir avec parcimonie suivant les règles définies. Si un lien sert de source à l'article, son insertion dans le texte est à faire par les notes de bas de page.
- La présentation des références doit suivre les conventions bibliographiques. Il est recommandé d'utiliser les modèles {{Ouvrage}}, {{Chapitre}}, {{Article}}, {{Lien web}} et/ou {{Bibliographie}}. Le mode d'édition visuel peut mettre en forme automatiquement les références.
- Insérer une infobox (cadre d'informations à droite) n'est pas obligatoire pour parachever la mise en page.

Pour une aide détaillée, merci de consulter Aide:Wikification.
Si vous pensez que ces points ont été résolus, vous pouvez retirer ce bandeau et améliorer la mise en forme d'un autre article.

SCSO Unikalo (communément appelée Unikalo) est une entreprise française de fabrication de peintures,. Cette entreprise est créée en 1936 en Gironde, son siège social est à Mérignac et est spécialisée en peintures bâtiment.

## Histoire
La fabrication de la peinture, sous la marque commerciale Unikalo, a commencé en 1936 dans un petit entrepôt de Bègles en Gironde.
Serge Pestourie, commercial en peinture et brosserie, explore également le domaine de la peinture acrylique. Dans son garage, en utilisant un pétrin de boulangerie, il expérimente différents mélanges d'eau et d'autres ingrédients confidentiels. En 1977, en collaboration avec son fils Hervé, il prend la décision d'acquérir SCSO Unikalo ainsi que son magasin en Bretagne, localisé à Lorient. Un an plus tard, ils achètent le deuxième magasin Unikalo Charente à Angoulême.
En 1988, Hervé Pestourie prend les rênes de l'entreprise après avoir occupé pendant six ans les fonctions de gérant et de commercial au sein du magasin de Lorient. A son arrivée à la tête de l’entreprise, l'usine et les bureaux déménagent de Bègles à Mérignac.
En 1993, Unikalo lance la gamme Nevada, une peinture mate pour plafonds.
Au début des années 2000, Unikalo dévoile Unikob, une poche de plastique thermoformée qui permet de valoriser l'emballage métallique non souillé. Ce produit a remporté le prix Nordbat Or en 2005.
Hervé Pestourie, PDG de SCSO Unikalo, s'est associé en 2001 à Hervé Barbot, qui dirige les magasins Barbot, et à Jean Bollini, dirigeant des magasins Techno Peint, pour former un réseau indépendant de négoce en décoration appelé Nuances,. Cette collaboration a permis d'établir 12 magasins à travers la France qui distribuent les produits Unikalo. En 2007, le réseau est renommé Nuances et Décoration.
En 2007, le produit Aquaryl Impress obtient la certification Ecolabel.
En 2009, SCSO Unikalo décide d’agrandir l’usine et l’entrepôt de stockage. L’entreprise inaugure également un nouveau siège administratif sur le site de Mérignac.
En 2012, Unikalo développe la gamme Naé, une peinture aux composants biosourcés (résine à 98% de carbone biosourcé), naturels et renouvelables,.
En 2015, Nuances et Décoration prend le nom Nuances Unikalo. En 2018, avec l'arrivée de Thomas et Romain à la direction de SCSO Unikalo, Olivier Barbot, fils du dirigeant des magasins Barbot, est nommé directeur général de Nuances Unikalo. Le réseau intégré compte plus de 103 magasins en France.
En 2018, Thomas Pestourie, fils d’Hervé, est nommé PDG après plusieurs années passées au sein de différents services de l’entreprise. Romain Pestourie, son cousin, devient directeur général après une carrière au service SSE (Sécurité, Santé, Environnement, Energie) d’Unikalo.
En mars 2020, les peintures K’Fix S d’Unikalo sont retenues par l’entreprise Adour Travaux Spéciaux (ATS), dans le cadre des travaux de rénovation du phare du Cap Ferret,.
En 2021, le groupe compte 1000 employés, et enregistre 344 millions d’euros de chiffre d’affaires (126 M€ pour SCSO et 218 M€ pour Nuances Intégrés).
Début 2022, SCSO Unikalo finalise l’acquisition d’un site industriel exploité par la société BB Fabrications, situé à Cestas en Gironde. Selon Le Journal des Entreprises, cet investissement a coûté entre 20 et 25 millions d’euros. Ce site s'étend sur une superficie totale de 55 000 m², comprenant 16 700 m² de bâtiments industriels. A l’issue de cette opération, 42 collaborateurs anciennement Renaulac (BBF) ont intégré SCSO Unikalo.
En juillet 2023, Nuances Unikalo inaugure son premier magasin d'export à Renens, situé près de Lausanne, en Suisse,.
Lors de la 31e édition du Prix de l'entrepreneur de l'année 2023 organisé par EY, SCSO Unikalo remporte le prix de l’Entreprise familiale.
En janvier 2024, SCSO Unikalo rachète la marque Circouleur, une startup spécialisée dans le recyclage des peintures, fondée en 2017 à Blanquefort par Maïlys Grau,.
En février 2024, SCSO Unikalo dévoile Kooltherm, un système thermo-réfléchissant permettant de réduire l'échauffement des toitures.

## Produits
L’entreprise commercialise différents types de produits et de gammes, notamment: Naé,, Le Nevada, Aqualine, Aquaprim, Aquaryl, O2Lak, Kooltherm et K’aréa Extrem.

## Partenariats
En 2023, Unikalo a signé un accord de partenariat avec Batifemmes, un réseau des femmes artisanes du second œuvre en Nouvelle-Aquitaine, fondée en 2021 par Karine Santamaria et Emmanuelle Taulet. En mars 2024, ils décident de renouveler pour 3 ans,.
Unikalo est également partenaire de Rhinov, EldoTravo,, UNAID, MH DECO, Renoporte et Geste d'or.

## Sponsoring et mécénat

### Art
En 2016, SCSO Unikalo devient partenaire de l'association Pôle Magnetic, qui organise des événements de street-art. Chaque année, SCSO Unikalo sponsorise leur projet le MUR à Bordeaux.
L’entreprise a également été sponsor du festival LaBel Valette, organisé par Urban Art Agency, à Pressigny-les-Pins.

### Sport
Unikalo sponsorise l’USJ Cup, un tournoi de football organisé chaque été par l’Union Saint-Jean,. L’entreprise est également sponsor d'équipes sportives françaises, de football (Toulouse Football Club), rugby à XV (US Dax,, RC Vannes, Union Bordeaux Bègles,), basket-ball (Basket Landes), handball (Bordeaux Bruges Lormont Handball, Mérignac Handball) et hockey sur glace (Boxers de Bordeaux)

## Prix et distinctions
- 2020 : Grand prix entreprise « Santé et Environnement » du Geste d’or avec la gamme Naé[51],[52].
- 2023: Prix EY obtenu par Unikalo pour son engagement en région Nouvelle-Aquitaine[53].